# Championnat de Libye de football 2001-2002
Navigation
Saison précédente Saison suivante
La saison 2001-2002 du Championnat de Libye de football est la trente-quatrième édition du championnat de première division libyen. Seize clubs prennent part au championnat organisé par la fédération. Les équipes sont regroupées au sein d'une poule unique où elles rencontrent leurs adversaires deux fois au cours de la saison, à domicile et à l'extérieur. À l'issue de la compétition. les quatre derniers du classement sont relégués et remplacés par les deux meilleurs clubs de Second Division, afin de faire passer le championnat à 14 équipes.
C'est le club d'Al Ittihad Tripoli qui remporte la compétition, après avoir terminé en tête du classement final, à égalité de points mais une meilleure différence de buts qu'Al Nasr Benghazi. Al Hilal Benghazi termine à la troisième place, à quinze points du duo de tête. C'est le neuvième titre de champion de Libye de l'histoire du club.

## Les clubs participants
| - Al Medina Tripoli - Al Sawa'ed - Al Tahaddy Benghazi - Al Mahalah Tripoli - Alakhdhar S.C. - Al Tersana Tripoli - Al Olympic Zaouia - Wefaq Sabratha | - Rafik Sorman - Al Nasr Benghazi - Al Hilal Benghazi - Asswehly Sports Club - Al Ahly Tripoli - Al Murooj - Al Dhahra Tripoli - Al Ittihad Tripoli |

## Compétition
Le classement utilise le barème suivant :
- Victoire : 3 points
- Match nul : 1 point
- Défaite : 0 point

### Classement
| Rang | Équipe               | Pts | J  | G  | N  | P  | Bp | Bc | Diff |
| ---- | -------------------- | --- | -- | -- | -- | -- | -- | -- | ---- |
| 1    | Al Ittihad Tripoli   | 67  | 30 | 20 | 7  | 3  | 75 | 23 | +52  |
| 2    | Al Nasr Benghazi     | 66  | 30 | 20 | 7  | 3  | 53 | 27 | +26  |
| 3    | Al Hilal BenghaziC   | 52  | 30 | 14 | 10 | 6  | 50 | 24 | +26  |
| 4    | Al Ahly Tripoli      | 51  | 30 | 13 | 12 | 5  | 48 | 31 | +17  |
| 5    | Al Medina Tripoli    | 48  | 30 | 14 | 6  | 10 | 47 | 45 | +2   |
| 6    | Rafik Sorman         | 43  | 30 | 12 | 7  | 11 | 33 | 31 | +2   |
| 7    | Wefaq Sabratha       | 41  | 30 | 11 | 8  | 11 | 37 | 39 | -2   |
| 8    | Al Olympic Zaouia    | 38  | 30 | 9  | 11 | 10 | 24 | 33 | -9   |
| 9    | Al Tahaddy Benghazi  | 36  | 30 | 9  | 9  | 12 | 43 | 39 | +4   |
| 10   | Al Tersana Tripoli   | 36  | 30 | 10 | 6  | 14 | 34 | 43 | -9   |
| 11   | Al Dhahra Tripoli    | 35  | 30 | 9  | 8  | 13 | 28 | 43 | -15  |
| 12   | Al Sawa'ed           | 34  | 30 | 8  | 10 | 12 | 40 | 45 | -5   |
| 13   | Asswehly Sports Club | 34  | 30 | 8  | 10 | 12 | 30 | 40 | -10  |
| 14   | Al Mahalah Tripoli   | 28  | 30 | 6  | 10 | 14 | 33 | 50 | -17  |
| 15   | Alakhdhar S.C.       | 22  | 30 | 5  | 7  | 18 | 32 | 55 | -23  |
| 16   | Al Murooj SC         | 22  | 30 | 6  | 4  | 20 | 24 | 63 | -39  |

| Qualifications et relégations | Qualifications et relégations                            |
| ----------------------------- | -------------------------------------------------------- |
|                               | Qualification pour la Ligue des champions de la CAF 2003 |
|                               | Qualification pour la Coupe des Coupes 2003              |
|                               | Relégation directe en Second Division                    |
|                               | T : Tenant du titre C : Vainqueur de la Coupe de Libye   |

- Al Sawa'ed est relégué à la place d'Asswehly Sports Club à la suite d'une décision de la fédération libyenne.

## Bilan de la saison
| Championnat de Libye de football 2001-2002 |                               |
| Champion                                   | Al Ittihad Tripoli (9e titre) |
| Coupes et trophées                         |                               |
| Vainqueur de la Coupe de Libye 2001-2002   | Al Hilal Benghazi             |
| Qualifications continentales               |                               |
| Ligue des champions de la CAF 2003         | Al Ittihad Tripoli            |
| Coupe des Coupes 2003                      | Al Hilal Benghazi             |
| Coupe de la CAF 2003                       | Al Nasr Benghazi              |
| Promotions et relégations                  |                               |
| Promus en Premier League                   | Al Wahda Tripoli              |
| Promus en Premier League                   | Al Soukour Tobrouk            |
| Relégués en Second Division                | Al Sawa'ed                    |
| Relégués en Second Division                | Al Mahalah Tripoli            |
| Relégués en Second Division                | Alakhdhar S.C.                |
| Relégués en Second Division                | Al Murooj                     |